# 許景淳
許景淳（1963年11月21日—），臺灣女歌手、音樂製作人、音樂劇演員、電台製作及節目主持人，於臺中縣出生，師從李泰祥。

## 家族
祖父許贊育為書法家。父親許丕龍，化學工程師出身，曾任民主進步黨中央評議委員會主任委員、第二屆國民大會代表，曾代表民進黨競選澎湖縣縣長落選，2009年7月直批民進黨不敢面對兩岸關係發展的挑戰，2018年被爆料積欠卡債新台幣250萬元不還。許丕龍在教會認識蔡瀛如，是首位女性中華民國總統兼民主進步黨主席蔡英文胞姊，在許丕龍安排下到許家當音樂家教，後來兩人熱戀跑到美國；許景淳代父職幫助母親，帶領著家中的三位妹妹走過單親的歲月。
胞妹林景瀅為前歌手。兒子林子軒與舞者王芊懿結婚，2022年8月女兒誕生，許景淳升格為奶奶 。

## 專輯
| 年份    | 專輯名稱                                                               | 發行公司/製作                                                    | 曲目 |
| ------- | ---------------------------------------------------------------------- | ---------------------------------------------------------------- | --- |
| 1982    | 《重唱台湾歌谣Ⅰ》                                                      | 张弘毅制作（新格唱片）                                           | |
| 1983    | 《重唱台湾歌谣Ⅱ》                                                      | 张弘毅制作（新格唱片）                                           | |
| 1984    | 《流星》专辑                                                           | （四海唱片）                                                     | |
| 1986    | 《相遇》合辑                                                           | 李泰祥制作（滚石唱片）                                           | |
| 1987.05 | 《玫瑰人生》国语专辑                                                   | 张弘毅制作（全美唱片/點將唱片）                                  | 曲目 1. 玫瑰人生 2. 兩樣的你 3. 睡吧！我的愛Ⅱ 4. 陪他一段 5. 夢中的故事 6. 睡吧！我的愛Ⅰ 7. 玫瑰人生 （演奏曲） 8. 這次我離開你 9. 一個人寂寞的時候 10. 你深愛的玫瑰                                                                   |
| 1988.08 | 《别来无恙》国语专辑                                                   | 张弘毅制作（全美唱片/點將唱片）                                  | 曲目 1. 別來無恙 2. 日日夜夜 3. 天天想你 4. 讓我擁有你 5. 尋（原名：殉情） 6. 別告訴我他傷心 7. 愛上一個人 8. 寂 9. 不要道別離}} |
| 1988.09 | 《精选集1》精选集                                                      | 张弘毅制作（全美唱片/點將唱片）                                  | 曲目 1. 別來無恙 2. 日日夜夜 3. 天天想你 4. 讓我擁有你 5. 尋 6. 別告訴我他傷心 7. 愛上一個人 8. 寂 9. 玫瑰人生 10. 兩樣的你 11. 睡吧！我的愛 12. 這次我離開你 13. 玫瑰人生(演奏曲)                                                     |
| 1990    | 《台湾的囝仔歌》系列三张                                               | （飞碟唱片）                                                     | |
| 1990    | 《地球真美丽》合辑                                                     | 李泰祥制作（点将唱片）为树仁残障福利事业基金会筹募基金的公益唱片 | |
| 1991    | 《真想要飞》台语专辑                                                   | 李泰祥制作（全美唱片/點將唱片）                                  | 曲目 1. 春天從愛情來 2. 真想要飛 3. 一台船 4. 嘸通嫌台灣 5. 空城 6. 慢慢來唱 7. 報春 8. 那句話 9. 關門戲台 10. 情路 |
| 1992.02 | 《你来自何方》国语专辑                                                 | （全美唱片/點將唱片）张弘毅、李泰祥、陈扬制作                    | 曲目 【臺北】陳揚 · 張弘毅 1. 我們可以靠的很近 2. 你來自何方 3. 琉離人生(華視 "緣" 連續劇主題曲) 4. 何必在乎愛多久 5. 星星 【上海】李泰祥 1. 鴻爪 2. 婚禮的祝福 3. 愛的國度裏 4. 分手 5. 等待                                          |
| 1994.09 | 《路长情更长》国语新曲加精选                                           | （音乐田唱片）                                                   | 曲目 1. 路長情更長 2. 玫瑰人生 3. 日日夜夜 4. 那句話 5. 你來自何方 6. 婚禮的祝福 7. It's a Whole New Feeling 8. 睡吧！我的愛 9. 別告訴我他傷心 10. 真想要飛 11. 何必在乎愛多久 12. 我們可以靠得很近                                    |
| 1995    | 《春天的花蕊》台语合辑                                                 | （滚石唱片）                                                     | |
| 1995.06 | 《女人哪》国语专辑                                                     | 陈扬、许景淳制作（滚石唱片）                                     | 曲目 1. 我的憂鬱 2. 不要做你的知己 3. 讓夢想去飛翔 4. 我們都還是那麼愛哭 5. 女人哪 6. 美麗的一天 7. 給我一個微笑 8. 第二天的心情 9. 紅塵 10. 擁抱 11. 我的憂鬱(Deep Blue)                                                              |
| 1996.01 | 《天顶的月娘啊》台语专辑                                               | （滚石唱片）陳進興、劉亞文製作                                   | 曲目 1. 天頂的月娘 2. 愛不對人 3. 點一支煙 4. 阿爸的吉他 5. 心愛的伊 6. 來去散步 7. 覺醒 8. 再會的情歌 9. 輪迴 10. 風雨心 11. 單身女子 12. 目賙金金                                                                                    |
| 1996.11 | 《芬芳》国语专辑                                                       | （滚石唱片）                                                     | 曲目 1. 幻想 2. 人好假 3. 誰把誰忘記 4. 妥協 5. 芬芳 6. 花戒指 7. 難為了情 8. 晴 9. 誰規定 10. 追尋我的腳步 |
| 1997.06 | 《硕果景淳》国/台語精选集                                              | （滚石唱片）                                                     | |
| 1997.10 | 《纯．景淳》國語專輯                                                   | （滚石唱片）                                                     | 曲目 1. 我願意 2. 最愛 3. 秋意濃 4. 我只在乎你 5. 滾滾紅塵 6. 潮騷 7. 你是我所有的回憶 8. 花心 9. 我站在全世界的屋頂 10. 晚安曲 |
| 2003.11 | 《真感情》國/台/英語專輯                                               | （華納唱片）                                                     | 曲目 1. 愛的箴言 2. 真感情 3. 新不了情 4. 渴望 5. 午夜0:03 6. 風兒輕輕吹 7. 睡吧！我的愛 8. I Honestly Love You 9. 秋風夜雨 10. Misty 11. 河邊春夢 12. 天頂的月娘啊                                                                    |
| 2005.02 | 《爱河月光》國/台/原住民語專輯                                         | （喜瑪拉雅音樂）                                                 | 曲目 1. 戀戀風塵 2. 愛河月光 3. Da La Di La 歡樂時光 4. 園丁與森林 5. 我的圓舞曲 6. 愛的吉他 7. 我還有一隻腳 8. 爸媽謝謝你！！ 9. 油桐花 10. 鄒族之歌 11. 愛河月光（Kala） 12. Da La Di La 歡樂時光（Kala） 13. 爸媽謝謝你！！（Kala） |
| 2008.08 | 《美声歌后金曲剪影》                                                   | （种子之歌音乐文化工作坊）                                       | |
| 2009.11 | 《千缕微微风》國語專輯／《微声盼望》國語專輯／《伊看顾雀鸟仔》台語專輯 | （种子之歌音乐文化工作坊）                                       | |

## 舞台劇
- 《大鼻子情聖西哈諾》
- 《吻我吧！娜娜》歌舞劇
- 《世紀末動物園故事》
- 音樂劇《美麗的錯誤》
- 無垢舞蹈劇場《觀》
- 無垢舞蹈劇場《潮》

## 電台
- 曾任飛碟電台、東森廣播網、IC之音節目主持人
- 現任國立教育廣播電臺節目《種子之歌》製作人及主持人

## 其他
- 民視無線台《明日之星Super Star》評審
- 國立台南藝術大學兼任教授
- 崇右技術學院專任教授
- 銘傳大學兼任教授

## 獲獎及提名
| 獎項   | 年份   | 獎項                   | 獲獎或提名者             | 結果 | 作品                           |
| ------ | ------ | ---------------------- | ------------------------ | ---- | ------------------------------ |
| 金曲獎 | 1991年 | 最佳年度歌曲           | 〈嘸通嫌台灣〉           | 提名 | 《真想要飛》／全美有聲出版社   |
| 金曲獎 | 1991年 | 最佳方言歌曲女演唱人獎 | 許景淳                   | 獲獎 | 《真想要飛》／全美有聲出版社   |
| 金曲獎 | 1991年 | 最佳方言歌曲作詞人     | 〈嘸通嫌台灣〉／林央敏   | 獲獎 | 《真想要飛》／全美有聲出版社   |
| 金曲獎 | 1991年 | 最佳作曲人獎           | 〈春天從愛情來〉／李泰祥 | 提名 | 《真想要飛》／全美有聲出版社   |
| 金曲獎 | 1991年 | 最佳編曲人獎           | 〈春天從愛情來〉／李泰祥 | 獲獎 | 《真想要飛》／全美有聲出版社   |
| 金曲獎 | 1992年 | 最佳演唱專輯獎         | 《你來自何方》           | 獲獎 | 《你來自何方》／全美有聲出版社 |
| 金曲獎 | 1992年 | 最佳國語歌曲女演唱人獎 | 許景淳                   | 提名 | 《你來自何方》／全美有聲出版社 |
| 金曲獎 | 1992年 | 最佳年度歌曲           | 〈流離人生〉             | 提名 | 《你來自何方》／全美有聲出版社 |
| 金曲獎 | 1992年 | 最佳年度歌曲           | 〈你來自何方〉／陳揚     | 提名 | 《你來自何方》／全美有聲出版社 |
| 金曲獎 | 1992年 | 最佳國語歌曲作詞人獎   | 〈你來自何方〉／陳揚     | 提名 | 《你來自何方》／全美有聲出版社 |
| 金曲獎 | 1992年 | 最佳作曲人獎           | 〈你來自何方〉／陳揚     | 提名 | 《你來自何方》／全美有聲出版社 |
| 金曲獎 | 1992年 | 最佳編曲人獎           | 〈你來自何方〉／陳揚     | 提名 | 《你來自何方》／全美有聲出版社 |
| 金曲獎 | 1992年 | 最佳編曲人獎           | 〈流離人生〉／張弘毅     | 獲獎 | 《你來自何方》／全美有聲出版社 |
| 金曲獎 | 1993年 | 最佳演奏專輯製作人獎   | 陳揚、許景淳、陳明章     | 獲獎 | 《戀戀風塵》／索引有聲出版     |
| 金曲獎 | 1997年 | 最佳流行音樂演唱唱片獎 | 《天頂的月娘啊》         | 提名 | 《天頂的月娘啊》／台灣滾石唱片 |
| 金曲獎 | 1997年 | 最佳方言女演唱人獎     | 許景淳                   | 獲獎 | 《天頂的月娘啊》／台灣滾石唱片 |
| 金曲獎 | 1997年 | 最佳作曲人獎           | 〈天頂的月娘啊〉／潘芳烈 | 提名 | 《天頂的月娘啊》／台灣滾石唱片 |
| 金曲獎 | 1997年 | 最佳作詞人獎           | 〈天頂的月娘啊〉／潘芳烈 | 提名 | 《天頂的月娘啊》／台灣滾石唱片 |
| 金曲獎 | 1997年 | 最佳唱片製作人獎       | 陳進興、劉亞文           | 提名 | 《天頂的月娘啊》／台灣滾石唱片 |
| 金曲獎 | 1997年 | 最佳國語女演唱人獎     | 許景淳                   | 提名 | 《芬芳》／台灣滾石唱片         |
| 金曲獎 | 1998年 | 最佳國語女演唱人獎     | 許景淳                   | 提名 | 《純．景淳》／滾石國際音樂     |
| 金馬獎 | 2008年 | 最佳原創電影歌曲       |                          | 提名 | 《漂浪青春》-〈香香〉          |
| 金馬獎 | 2009年 | 最佳原創電影歌曲       |                          | 提名 | 《青春歌仔》-〈流雲調〉        |

## 外部連結
- 許景淳 （页面存档备份，存于），台灣大百科全書